# Métaponte

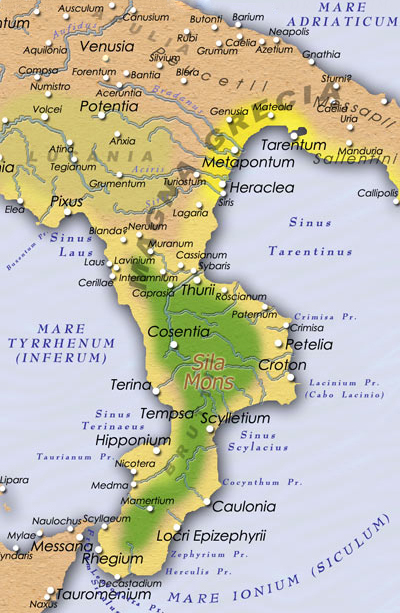
Métaponte, dans le golfe de Tarente.

Métaponte ou Metapontion ou Metapontum, en grec ancien Μεταπόντιον, aujourd'hui Metaponto / Bernalda, dans la province de Matera, en Basilicate, est une ancienne cité grecque du sud de l’Italie antique, aux confins orientaux du golfe de Tarente. C'est l'une des plus importantes colonies grecques de la Grande Grèce, fondée au VIIe siècle av. J.-C.
Florissante et parée de nombreux monuments (temples urbains et extra-urbains, théâtre / ecclesiastérion), Métaponte fut à la pointe des relations entre Grecs et indigènes d'Italie méridionale, notamment avec les Œnôtres, puis les Lucaniens à la suite de leur formation au Ve siècle.
Les Romains s’emparèrent de la ville en 270 av. J.-C., après avoir conquis toute l'Italie méridionale au cours des guerres l'opposant à Pyrrhus d'Épire et la prise de Tarente en 272 av. J.-C. Pendant la deuxième guerre punique, Métaponte se rallia à Hannibal en 215, mais fut reprise par les Romains en 207. Les esclaves révoltés dirigés par Spartacus la pillèrent en 73 ou 72 av. J.-C..
La ville et son organisation territoriale sont connues par les nombreuses fouilles réalisées aux XIXe et XXe siècles. Son monument le plus célèbre est le temple d'Héra, aussi appelé « Tables Palatines » (Tavole Palatine). On connaît par ailleurs de nombreuses nécropoles périurbaines et rurales (Pantanello, fouillée par diverses équipes américaines dans la seconde moitié du XXe siècle), attestant d'une organisation cadastrale de la chôra de la cité, en lien avec le plan hippodamien du centre urbain.

## Fondation

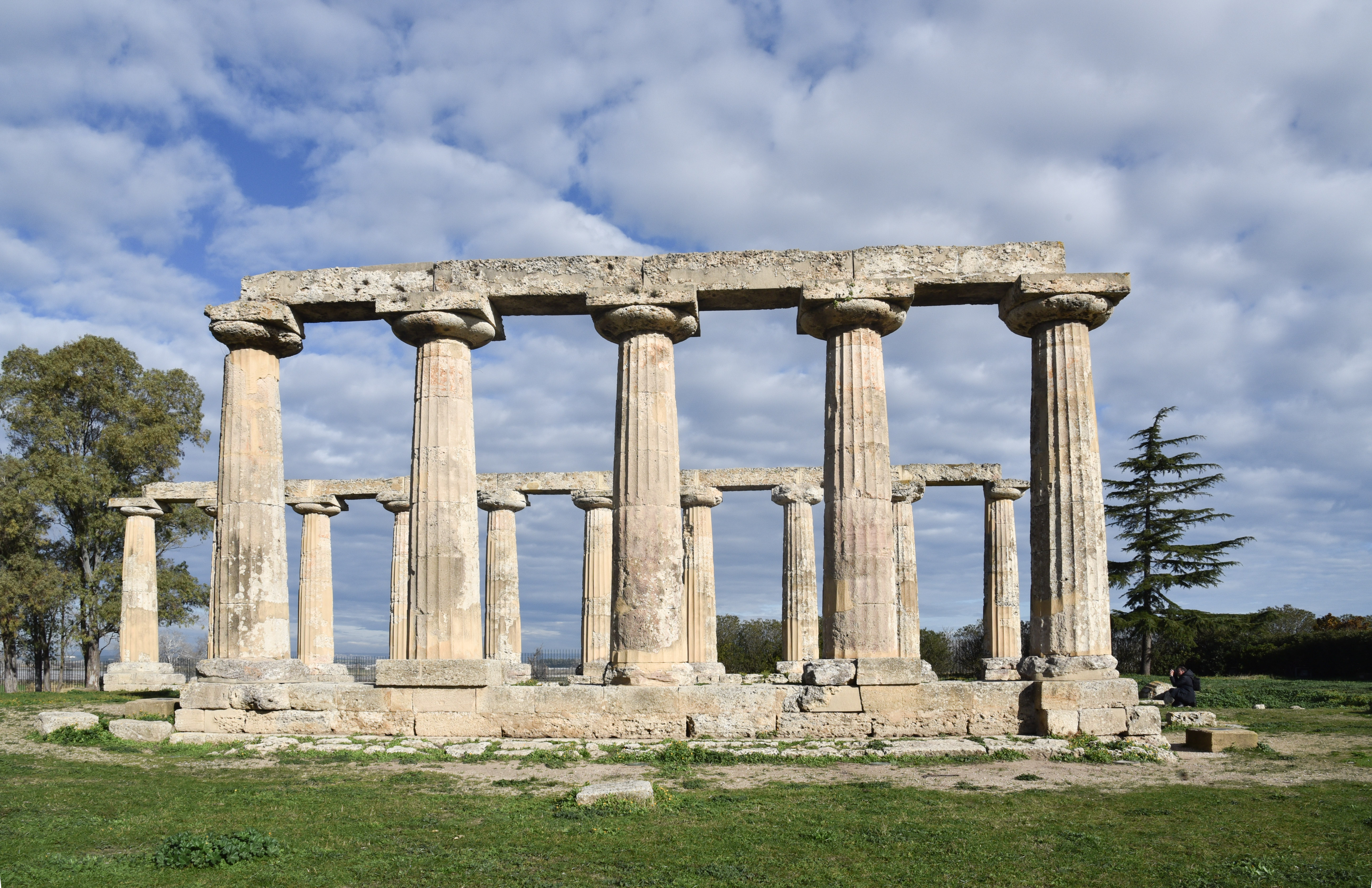
Le temple d'Héra (ou « Tables palatines »), à Métaponte. Milieu du

Métaponte fut probablement fondée a nihilo autour de 700/690 av. J.-C par des Grecs provenant de Crotone et de Sybaris. Cette date reste toutefois discutée. Les chercheurs ont aussi évoqué une création de la cité aux alentours de 650/640 av. J.-C. ou encore vers 630 av. J.-C.. La création de cette colonie répond à une demande de Sybaris, inquiète devant l'expansion du territoire de Tarente. Il est probable que Métaponte fut fondée à la suite de conflits avec les Grecs de Tarente, ainsi qu'avec le peuple italique des Œnôtres. Cette installation des Achéens et la création de Métaponte semblent par ailleurs avoir été concomitantes à l'abandon du site de l'Incoronata. Un traité venant sceller la paix aurait attribué la cité de Métaponte aux Grecs de Crotone et de Sybaris.
Dès l'époque archaïque, le terroir rural de Métaponte a été cadastré sur plus de 10 000 ha divisés en lots rectangulaires réguliers d'environ 6 ha chacun, séparés par des chemins rectilignes et des fossés de drainage. Chacun de ces lots portait des bâtiments d'exploitation avec habitat rural permanent au moins depuis le VIe siècle av. J.-C. Le corps civique étant limité dans ces cités d'Occident, on estime à environ 1 300 le nombre de ces lots agricoles. Comme par ailleurs l'axe principal du cadastre de Métaponte se greffe sur l'enceinte de la ville, il est probable que cette organisation du terroir agricole prolongeait l'organisation de l'espace urbain. La campagne métapontine possède à partir du milieu du IVe siècle av. J.-C. un habitat rural permanent, attestant une stabilisation dans la sécurité.

## Histoire
Métaponte est fondée vers 650-630 avant notre ère par des colons grecs de Crotone et Sybaris, elles-mêmes fondées à la fin du VIIIe siècle av. J.-C. par des Achéens du Péloponnèse (Grecs d'Achaïe). Grâce à son territoire fertile, la cité s'enrichit rapidement. La cité était l'alliée naturelle de ses fondatrices, Crotone et Sybaris. La première référence historique nous décrit Métaponte comme l'alliée de ces deux cités au sein d'une ligue militaire dirigée contre Siris afin d'en expulser les Grecs d'Ionie ; ce conflit est daté entre 570 et 540 av. J.-C.

### Un centre de la vie philosophique de Grande Grèce
Les principes de la cité sont grandement influencés par l'école de pensée de Pythagore. Son influence dans la pensée au sein de cette cité est durable et se maintient même lorsque les pythagoriciens sont expulsés de Crotone. Ceux-ci peuvent d'ailleurs se réfugier à Métaponte, et le philosophe y meurt probablement à l'âge de 90 ans. La maison de Pythagore est consacrée à Cérès et sa sépulture y était encore visible du temps de Cicéron.

### Une situation géopolitique complexe

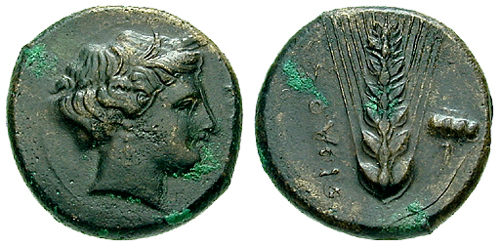
Obole à l'effigie de Déméter. Monnaie de Métaponte, vers 425–350 av. J.-C.

Comme beaucoup de cités de Grande-Grèce, Métaponte s'efforce de rester strictement neutre. Cependant, lors de l'expédition athénienne en Sicile en 415 av. J.-C., Métaponte est forcée de fournir une petite force auxiliaire placée sous les commandements des stratèges Démosthène et Eurymédon,. Grâce à sa position et à sa neutralité, Métaponte échappe aux destructions de Denys de Syracuse et à celles des Lucaniens. En 332, Alexandre, roi d'Épire, vient à l'invitation de Tarente lutter contre la puissance grandissante des peuples italiques, Lucaniens et Bruttiens. Métaponte est libérée des peuples italiques et la ville conclut un traité d'alliance avec Alexandre. Après sa défaite à Pandosia en 326, sa dépouille est ramenée à Métaponte. En 303, pour les mêmes raisons, Tarente sollicite l'intervention de Cléonyme de Sparte, mais Métaponte ne conclut aucune alliance avec elle. Cléonyme tourne alors ses armes contre Métaponte, mais est rapidement invité à se rendre dans la cité en ami. Il extorque un important tribut à la cité. La prospérité et la faiblesse militaire de la cité caractérisent ainsi son histoire au cours des siècles.
Après sa cuisante défaite en 321 aux Fourches Caudines face aux Samnites, Rome cherche sa revanche sur Tarente, accusée d'avoir aidé les Samnites. Tarente appelle alors à son secours Pyrrhus, le roi d'Épire. Celui-ci traverse l'Adriatique avec des éléphants de guerre et défait les Romains à la bataille d'Héraclée. Il poursuit son avancée le long de la côte ionienne et libère les cités grecques de la menace romaine tout en prélevant un lourd tribut pour ses services. Après un passage en Sicile, un retour sur la côte adriatique et des victoires coûteuses en hommes et sans lendemain (de là l'expression « victoire à la Pyrrhus »), Pyrrhus rentre en Épire. Durant toute cette période, il est probable que Métaponte lui ait fourni un soutien actif.
Lors de la deuxième guerre punique entre Rome et Carthage, Métaponte est l'une des premières cités à se déclarer en faveur d'Hannibal après la bataille de Cannes. Occupée par une garnison romaine, la cité se libère de la présence romaine pour épouser la cause de Carthage lorsque Hannibal capture Tarente en 212. Hannibal installe une garnison à Métaponte et semble en avoir fait un de ses principaux entrepôts. En 207 av. J.-C., sa défaite à la bataille du Métaure le force à retirer ses troupes de Métaponte, en prenant soin d'évacuer la population pour la soustraire à la vengeance romaine.
Par la suite, Métaponte, repeuplée par les Lucains et les Peucètes progressivement romanisés, n'est plus qu'une petite bourgade agricole et halieutique de l'Italie romaine, ostrogothique, byzantine, normande, aragonaise et napolitaine, qui finit par intégrer l'Italie moderne en 1861.

## Sites archéologiques
Les zones archéologiques ouvertes à la visite sont actuellement séparées en plusieurs ensembles principaux distincts :
- Temple d'Héra (dit Tavole Palatine) (40° 24′ 58″ N, 16° 49′ 01″ E)
- Parc archéologique du théâtre et des temples (40° 23′ 00″ N, 16° 49′ 30″ E)
- Nécropoles de Crucinia et de Pantanello

### Temple d'Héra dit «Tables palatines»
Ce grand temple dorique périptère est situé à l'extérieur de la ville, au nord. Il est daté du milieu du VIe siècle.
C'est le monument le mieux conservé de l'ancienne Métaponte. Il en reste quinze colonnes avec le stylobate et les architraves, appartenant aux deux côtés de la péristasis. Le plan de la cella est également lisible au sol.

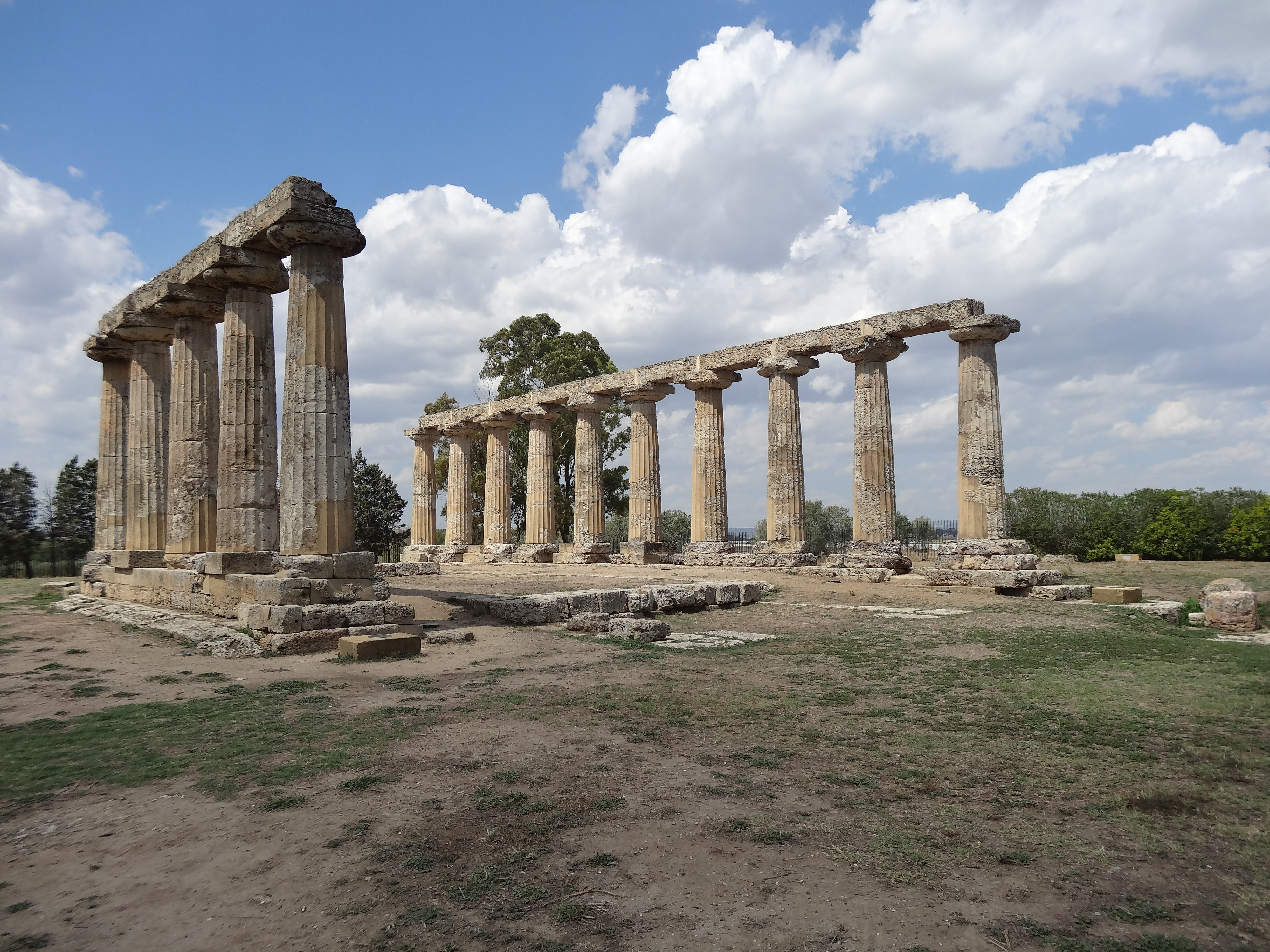
Temple d'Héra (« Tables palatines ») à Métaponte. Milieu du VIe siècle av. J.-C.
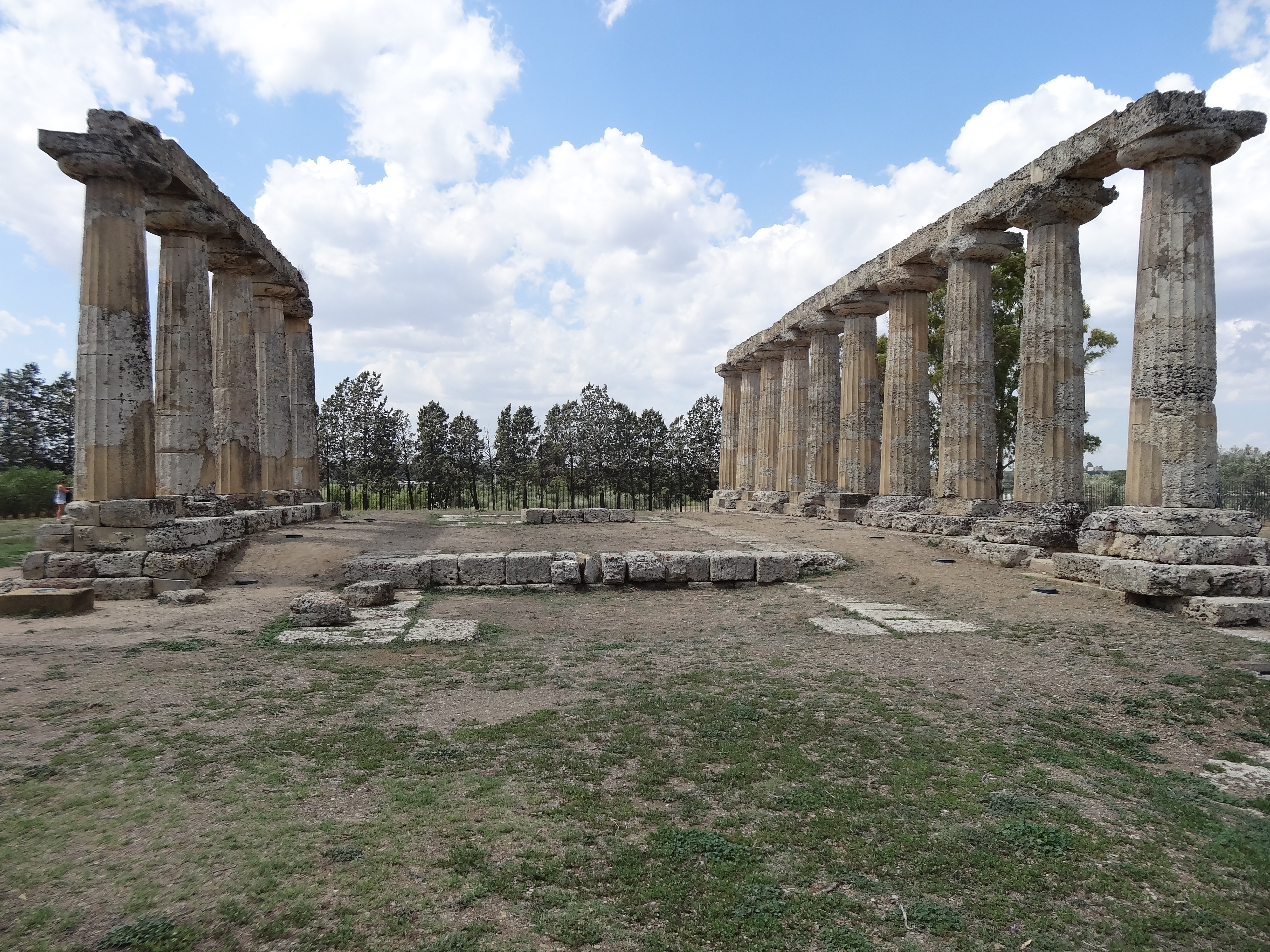
Colonnades, traces de la cella.
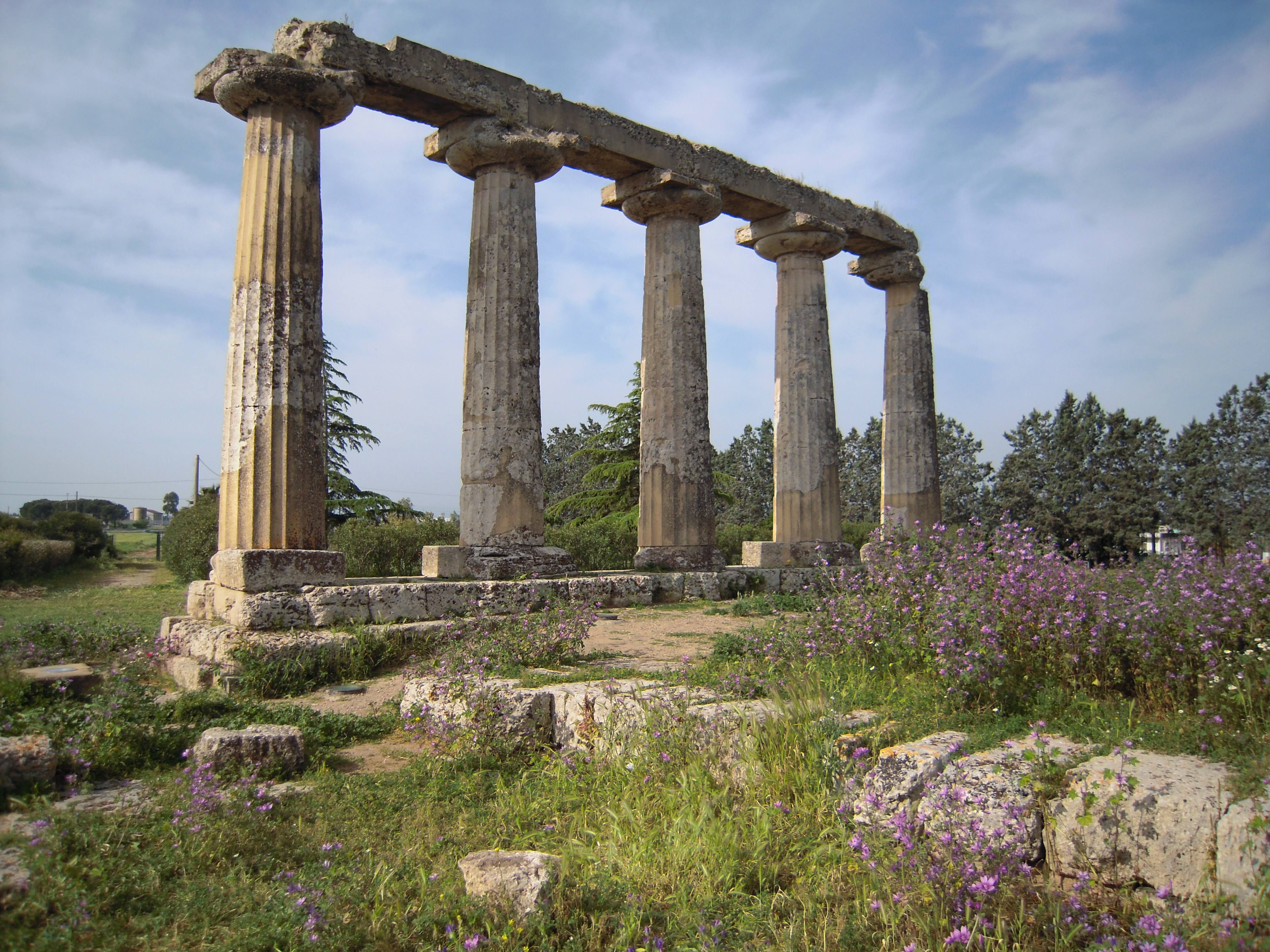
Colonnade sud, avec stylobate et architraves.

### Centre sacré: temples, théâtre
Le centre sacré est la zone la mieux connue de la cité antique. On y a découvert un gigantesque espace public disposant entre autres de temples, autels, agora, etc..

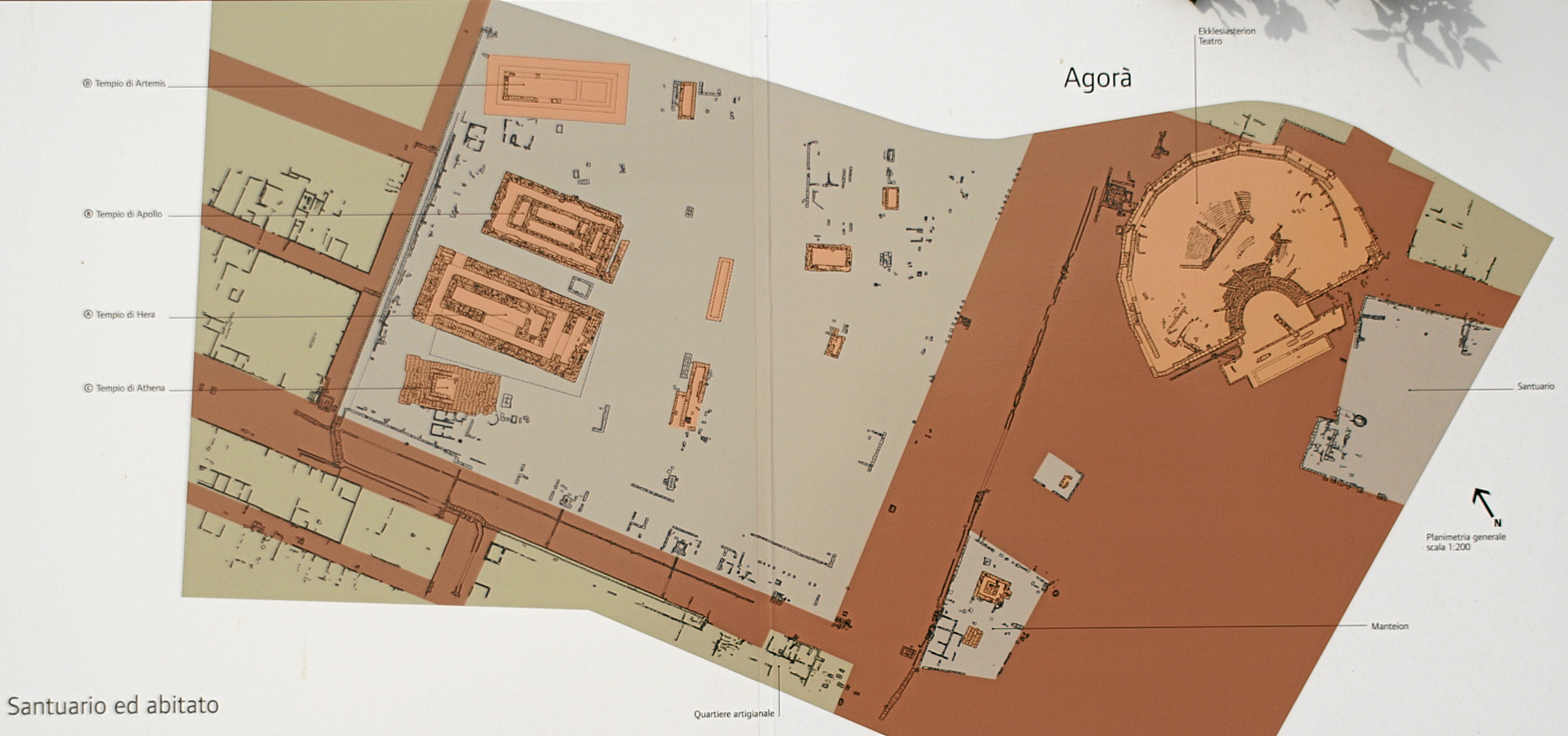
Plan du parc archéologique, avec les quatre temples alignés à l'ouest et la zone du théâtre à l'est.
Du sud vers le nord : C. Athéna ; A. Héra ; B. Apollon ; D. Artémis (ou Aphrodite)

#### Temple d'Athéna (temple C)
L'édifice le plus ancien, construit à la fin du VIIe siècle est le sacellum ou temple C, au sud. Il reste peu de traces du monument qui apparaît dans sa première phase, vers 580 av. J.-C., comme une modeste pièce rectangulaire (oikos), large de 6,40 m, où seuls quelques vestiges de fondations ont été retrouvés : des fragments des plaques de recouvrement en terre cuite qui ornaient sûrement l'extrémité du toit en bois et un acrotère qui représente un sphinx. Les plaques de couverture en terre cuite, de la plus haute qualité, sont ornées d'une scène représentant un mariage sacré au milieu de divinités assises dans une charrette tirée par des mulets.
Un siècle plus tard, entre 480 et 470 av. J.-C., le bâtiment était entouré d'une plate-forme de blocs de pierre très rapprochés et en partie réutilisés, qui constituent les fondations de la nouvelle distribution.
Des fragments d'un plafond grec en marbre des îles, avec des gargouilles en forme de protomé de lion, et des fragments, également en marbre, de riches acrotères à caulicules et palmettes de style sévère, montrent que la nouvelle construction devait être très importante et haut niveau.

#### Temple d'Héra (temple A)
La construction du temple d'Héra a connu deux phases, à partir du deuxième quart du VIe siècle av. J.-C. : le temple A1, dont seules les fondations sont présentes et un second temple d'Héra (temple A2) établi sur le précédent. Ces temples, ainsi que le temple B, ont été réalisés entre 570 av. J.-C. et 530 av. J.-C., dans le style dorique.

#### Temple d'Apollon (temple B)
C'est également durant cette période que les Métapontins construisent le temple d'Apollon, le plus important des temples de la cité. Il ne subsiste de ce premier temple périptère que les tranchées de fondation. Cet édifice semble n'avoir jamais été terminé. Un nouvel édifice verra le jour au même endroit, avec une orientation différente, aux alentours de 530 av. J.-C.

#### Temple d'Artémis (temple D)
Le temple d'Artémis (ou d'Aphrodite), le plus au nord, est un temple ionique du Ve siècle av. J.-C., vers 470. Le plan du temple et de la cella sont lisibles au sol. On peut voir sur place une reconstitution des colonnes ioniques, avec leurs bases et chapiteaux sculptés, et un assemblage de l'entablement.
Ce temple s'ajoute aux quatre autres temples ioniques présents en Italie : à Élée, Hipponium, Locres et Syracuse.

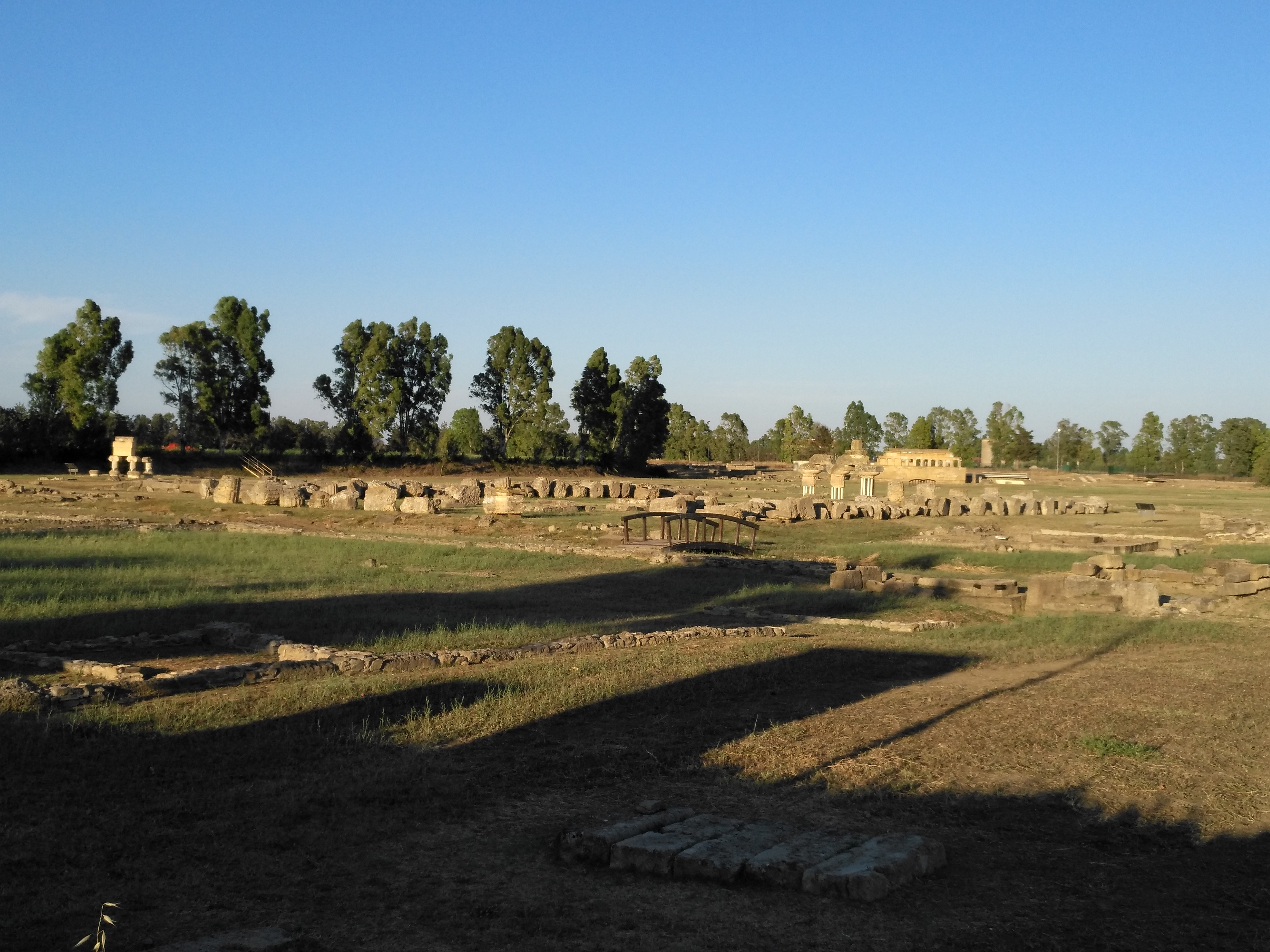
Alignement des temples de la zone centrale.
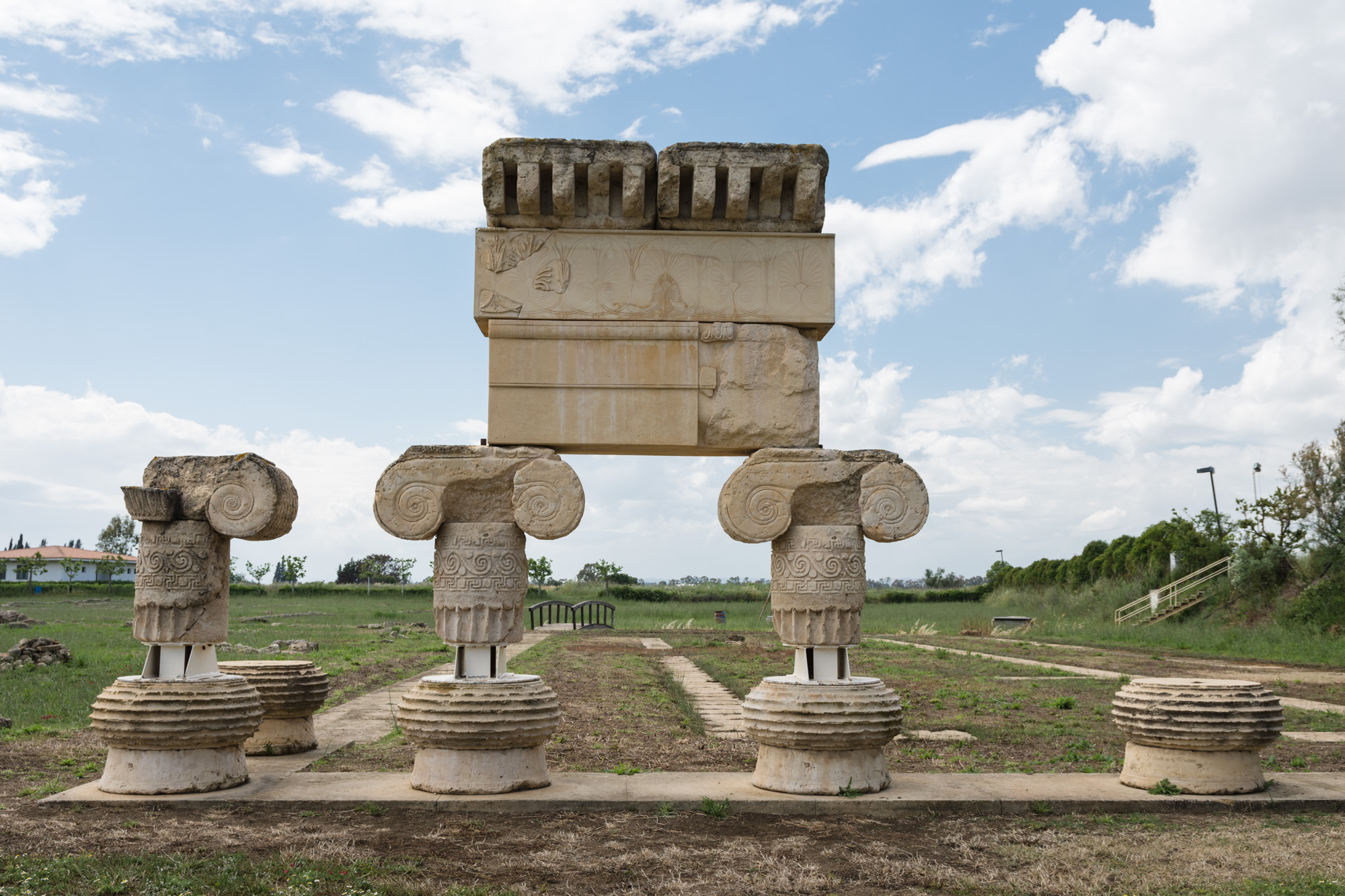
Temple ionique d'Artémis, au nord de l'alignement des temples.

#### La zone du théâtre

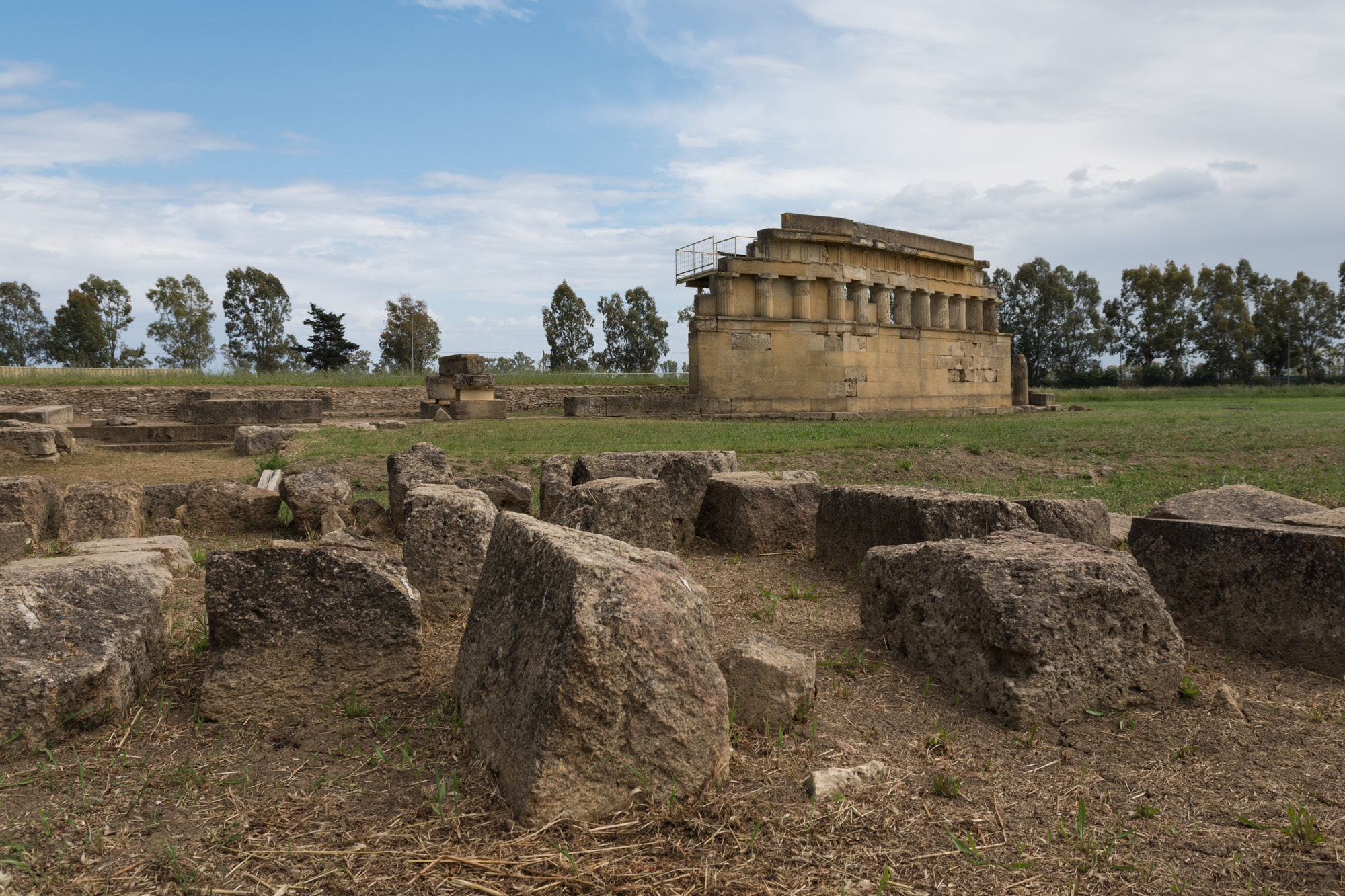
Mur de soutènement et ensemble de la zone du théâtre.
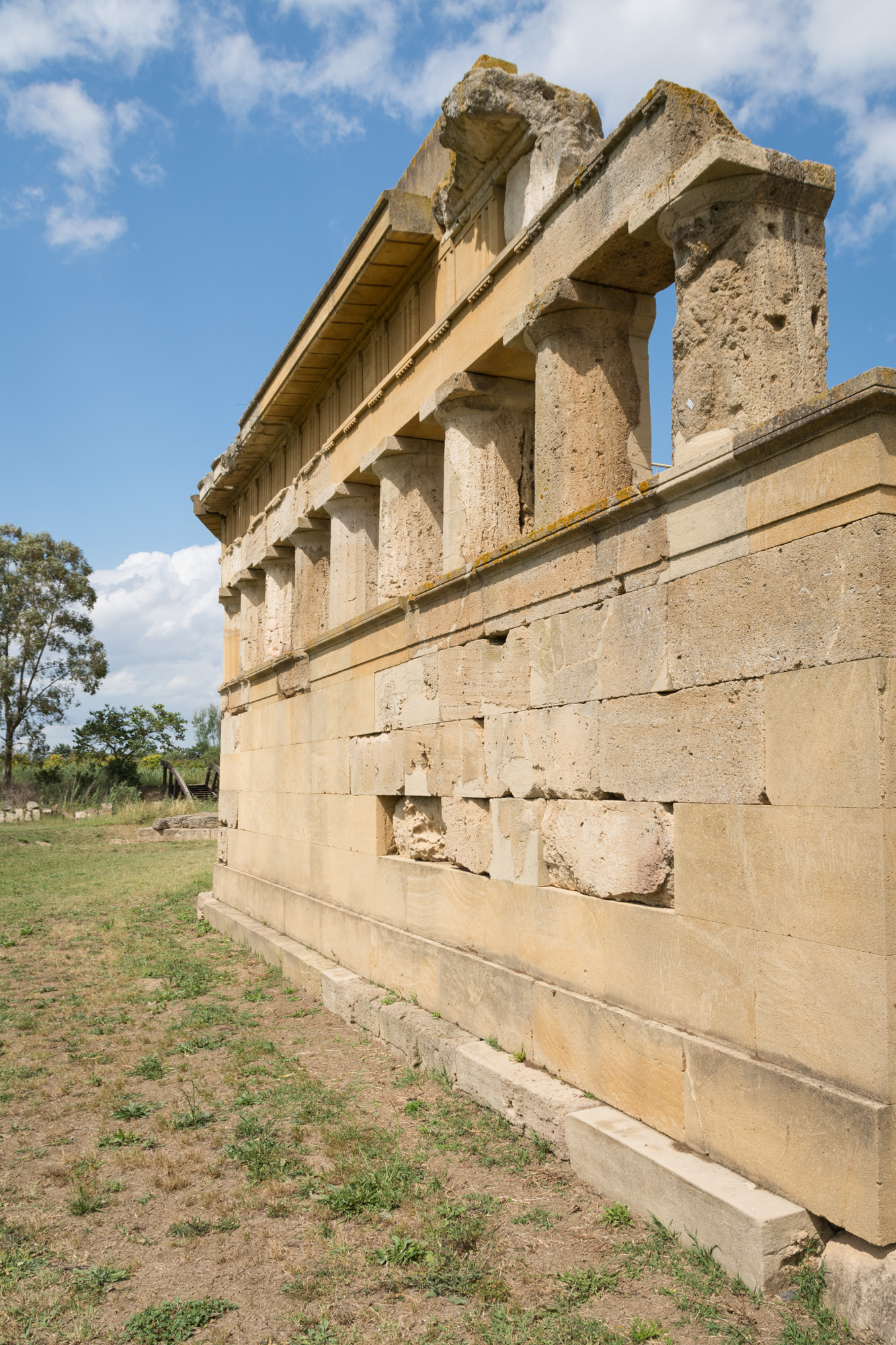
Mur de soutènement du théâtre.
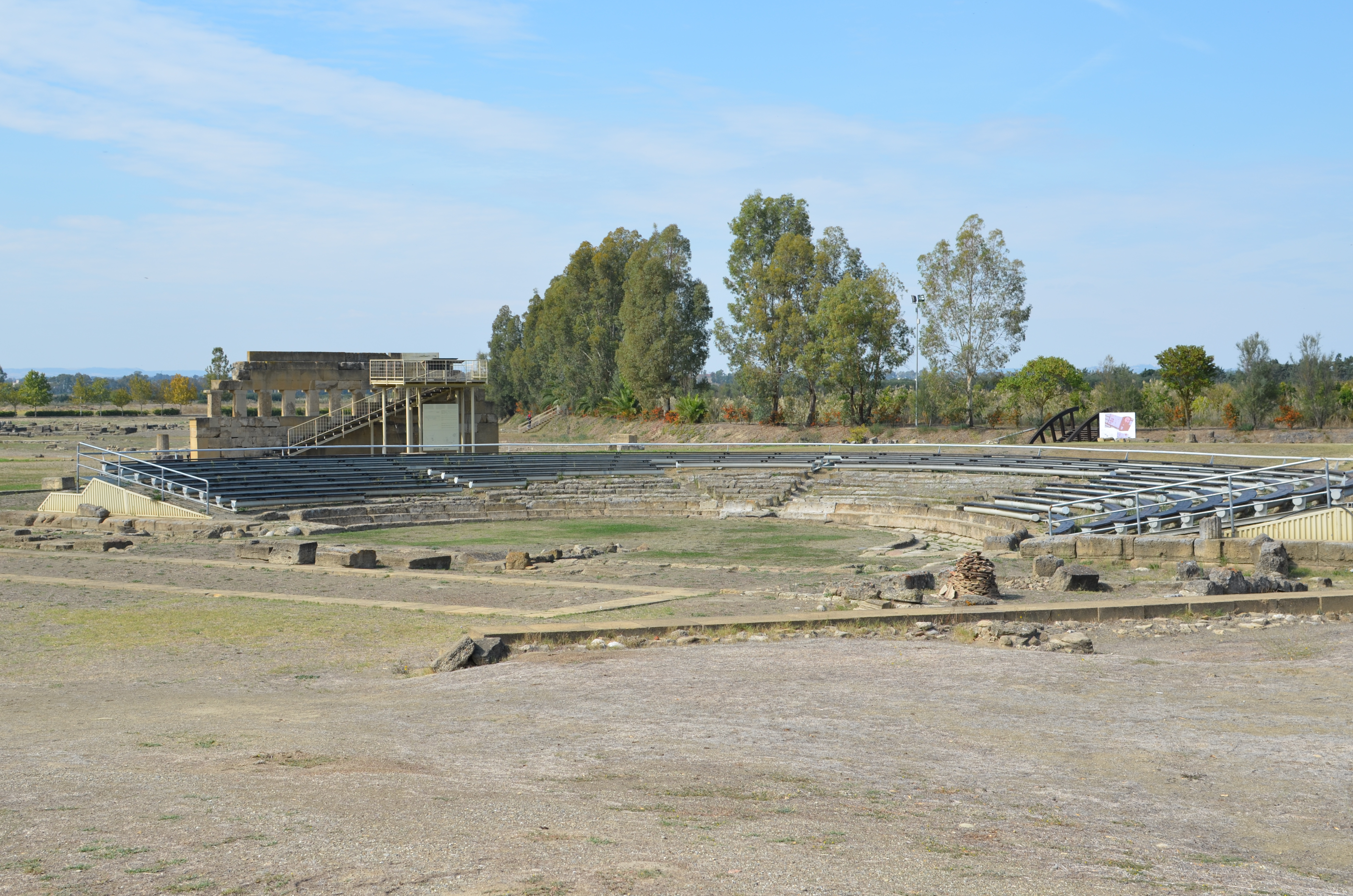
Cavea du théâtre, avec des gradins modernes.

La zone du théâtre est la plus importante de l'agora. Avant les fouilles, on ne la connaissait que par Pausanias : le géographe grec décrit, parmi les trésors d'Olympie, celui dédié par les Métapontains. Il ajoute : « De mon temps (au IIe siècle), à l'exception d'un théâtre et d'une partie de l'enceinte murale, il ne restait rien de Métaponte. » — Pausanias, 6, 11.
Le théâtre a été construit dans la seconde moitié du  VIe siècle  av. J.-C. sur le site de l'Ecclésiastérion. En l'absence de pente naturelle, il a été construit sur un remblai de terre et de sable. La cavea, d'un diamètre maximal de 77,40 m, est semi-circulaire et orientée au sud. Les sièges ont été conservés sur sept rangées. Le premier rang, en pierre, était réservé aux personnages officiels. Derrière se trouvent des rangées de blocs de pierre, auxquels étaient probablement fixés des bancs en bois. L'orchestre circulaire de 17,40 m de diamètre comporte trois marches. Il reste peu de vestiges de la scène.
Grâce à la découverte des blocs tombés appartenant à la partie supérieure, il a été possible de reconstituer la façade extérieure du théâtre, luxueusement décorée de demi-colonnes doriques qui soutenaient un entablement avec triglyphes et métopes.
Il a été calculé que cette structure théâtrale pouvait accueillir 4 000 spectateurs.

### Nécropoles
- Nécropole de Crucinia

La nécropole de la colonie grecque de Métaponte est localisée au nord-ouest de la ville, à distance des remparts. Les fouilles ont révélé 253 sépultures, disposées le long d'un axe routier avec son canal latéral d'évacuation des eaux pluviales. La chronologie des dépôts funéraires peut être située entre le deuxième quart du VIe siècle et la fin du IIIe siècle av. J.-C., avec un nombre important de vases à figures rouges (lécythes, lébès, aryballes...).

## Monnaies
Les Métapontins battaient leur propre monnaie et beaucoup de leurs pièces ont été retrouvées.

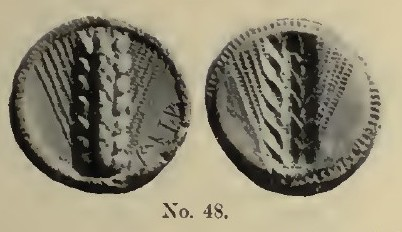
Statère de Métaponte..

- Le statère incus en argent du Ve – IVe siècle présente un épi sur les deux faces. Sur l'avers est mentionné "META". La pièce a un diamètre de 24 mm et pèse 7,75 g[18].

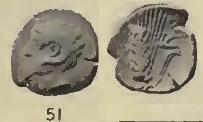
Diobole de Métaponte. IVe siècle.

- Le diobole en argent du IVe siècle représente un éphèbe, peut-être Dionysos Libyen, portant des cornes de bouc. Le revers représente l'épi. La pièce a un diamètre de 22 mm et pèse 7,35 g[18].

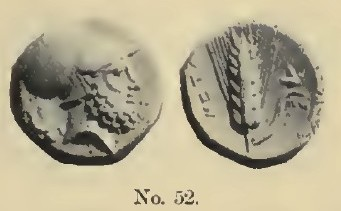
Statère de Métaponte, IVe siècle.

- Le statère en argent du IVe siècle représente le buste de Leucippe de Métaponte avec un casque corinthien. Un chien est assis derrière lui. Le revers porte l'inscription "META" et représente une plante avec un épi et une colombe volant au-dessus. Sous la colombe se trouvent les lettres "AM". La pièce a un diamètre de 21 mm et pèse 7,73 g[18].

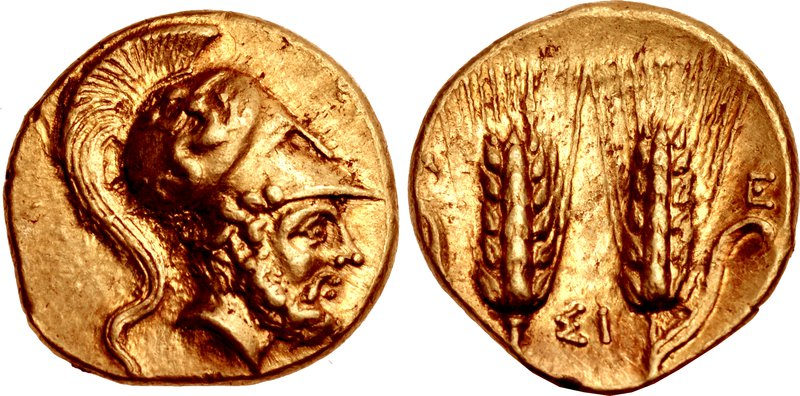
Tétrobole de Métaponte, début du IIIe siècle.

- Tétrobole de Métaponte, du début du IIIe siècle, montrant Leucippe de Métaponte, fondateur de la cité, traditionnellement coiffé d'un casque corinthien.

La collection complète des monnaies du musée de Métaponte est volée en mars 1971 (196 pièces d'argent et 890 de bronze, grecques et romaines des IVe et IIIe siècles).